# Norm (Körpererweiterung)
In der Körpertheorie der Mathematik ist die Norm einer Körpererweiterung eine spezielle, der Erweiterung zugeordnete Abbildung. Sie bildet jedes Element des größeren Körpers auf den kleineren Körper ab.
Dieser Normbegriff unterscheidet sich wesentlich vom Begriff der Norm eines normierten Vektorraums, er wird daher manchmal im Gegensatz zur Vektornorm auch Körpernorm genannt.

## Definition
Es sei {\displaystyle L/K} eine endliche Körpererweiterung. Ein fest gewähltes Element {\displaystyle a\in L} definiert eine {\displaystyle K}-lineare Abbildung
{\displaystyle L\to L,\quad x\mapsto ax.}
Ihre Determinante heißt die Norm von {\displaystyle a}, geschrieben {\displaystyle N_{L/K}(a)}. Sie ist ein Element von {\displaystyle K}; die Norm ist also eine Abbildung
{\displaystyle N_{L/K}\colon L\to K,\quad a\mapsto N_{L/K}(a).}

## Eigenschaften
- Genau für {\displaystyle a=0} gilt {\displaystyle N_{L/K}(a)=0}.
- Die Norm ist multiplikativ, d. h.

{\displaystyle N_{L/K}(ab)=N_{L/K}(a)\cdot N_{L/K}(b)} für alle {\displaystyle a,b\in L}.
Eingeschränkt auf die multiplikativen Gruppen ist die Norm also ein Homomorphismus
{\displaystyle N_{L/K}\colon L^{\times }\to K^{\times }.}
- Ist {\displaystyle M/L} eine weitere endliche Körpererweiterung, dann hat man die drei Normfunktionen {\displaystyle N_{L/K},N_{M/L}} und {\displaystyle N_{M/K}}, die in der folgenden, als Transitivität der Norm bezeichneten, Beziehung stehen:

{\displaystyle N_{M/K}(a)=N_{L/K}(N_{M/L}(a))} für alle {\displaystyle a\in M}.
- Ist {\displaystyle a\in K}, so gilt {\displaystyle N_{L/K}(a)=a^{[L:K]}}.
- Ist {\displaystyle a\in L} mit dem Minimalpolynom {\displaystyle f\in K[X]} vom Grad {\displaystyle d}, {\displaystyle a_{0}\in K} das Absolutglied von {\displaystyle f} und {\displaystyle r=[L:K(a)]}, dann gilt:

{\displaystyle N_{L/K}(a)=(-1)^{dr}a_{0}^{r}}
- Ist {\displaystyle L/K} eine endliche Körpererweiterung mit {\displaystyle [L:K]=qr}, wobei {\displaystyle r} die Anzahl der Elemente {\displaystyle \sigma } in {\displaystyle \operatorname {Hom} _{K}(L,{\bar {K}})}, der Menge aller {\displaystyle K}-Homomorphismen von {\displaystyle L} in den algebraischen Abschluss {\displaystyle {\bar {K}}} von {\displaystyle K}, sei. Dann gilt[1] für jedes Element {\displaystyle a\in L}

{\displaystyle N_{L/K}(a)=\left(\,\prod _{i=1}^{r}\sigma _{i}(a)\right)^{q}}
Ist {\displaystyle L/K} insbesondere galoissch mit Galoisgruppe {\displaystyle \operatorname {Gal} (L/K)}, so bedeutet dies
{\displaystyle N_{L/K}(a)=\prod _{\sigma \in \operatorname {Gal} (L/K)}\sigma (a).}

## Beispiele
- Die Norm der komplexen Zahlen über den reellen Zahlen bildet jede komplexe Zahl auf ihr Betragsquadrat ab. Es ist also

{\displaystyle N_{\mathbb {C} /\mathbb {R} }(a+ib)=\sigma _{1}(a+ib)\sigma _{2}(a+ib)=id(a+ib){\overline {(a+ib)}}=(a+ib)(a-ib)=a^{2}+b^{2}}.
- Die Norm von {\displaystyle \mathbb {Q} ({\sqrt {2}})/\mathbb {Q} } ist die Abbildung

{\displaystyle a+b{\sqrt {2}}\mapsto a^{2}-2b^{2}} für {\displaystyle a,b\in \mathbb {Q} }.
- Die Norm von {\displaystyle \mathbb {F} _{q^{n}}/\mathbb {F} _{q}} ist die Abbildung

{\displaystyle x\mapsto x^{1+q+q^{2}+\ldots +q^{n-1}}}.